# Pájaro Bobo (Lancones)
Pájaro Bobo es un caserío peruano ubicado en el distrito de Lancones, perteneciente a la provincia de Sullana del departamento de Piura, al norte del Perú. 

## Ubicación
Pájaro Bobo se ubica al noreste de la provincia de Sullana, en el distrito de Lancones, en el departamento de Piura.

## Demografía
En 2017 Pájaro Bobo tenía una población de 43 habitantes.
| Gráfica de evolución demográfica de Pájaro Bobo entre 1993 y 2017 |
|                                                                   |
| Fuentes: Población 1993 y 2017                                    |